# Choisel
Choisel ist eine französische Gemeinde mit 537 Einwohnern (Stand: 1. Januar 2022) im Département Yvelines in der Region Île-de-France. Sie gehört zum Arrondissement Rambouillet und zum Kanton Maurepas (bis 2015: Kanton Chevreuse). Die Einwohner werden Choiséliens genannt.

## Geographie
Die Gemeinde gehört zum Regionalen Naturpark Haute Vallée de Chevreuse. 
Choisel liegt etwa 30 Kilometer südwestlich von Paris und wird umgeben von den Nachbargemeinden Dampierre-en-Yvelines im Norden und Nordwesten, Saint-Forget im Norden, Chevreuse im Nordosten, Boullay-les-Troux im Osten, Pecqueuse im Süden und Südosten, Bullion im Süden, Cernay-la-Ville im Westen und Südwesten sowie Senlisse im Westen.
Durch die Gemeinde verläuft die frühere Route nationale 306 (heutige D906).

## Bevölkerungsentwicklung
| Jahr                      | 1962 | 1968 | 1975 | 1982 | 1990 | 1999 | 2006 | 2011 |
| Einwohner                 | 393  | 391  | 461  | 462  | 551  | 538  | 518  | 538  |
| Quelle: Cassini und INSEE |      |      |      |      |      |      |      |      |

## Sehenswürdigkeiten
Siehe auch: Liste der Monuments historiques in Choisel
- Kirche Saint-Jean-Baptiste aus dem 13. Jahrhundert
- Schloss Breteuil, im 16. Jahrhundert erbaut, restauriert im 19./20. Jahrhundert, Monument historique seit 1973
- Garten der Prinzen (Jardin des Princes) im Schloss Breteuil
- Waschhaus aus dem 18. Jahrhundert

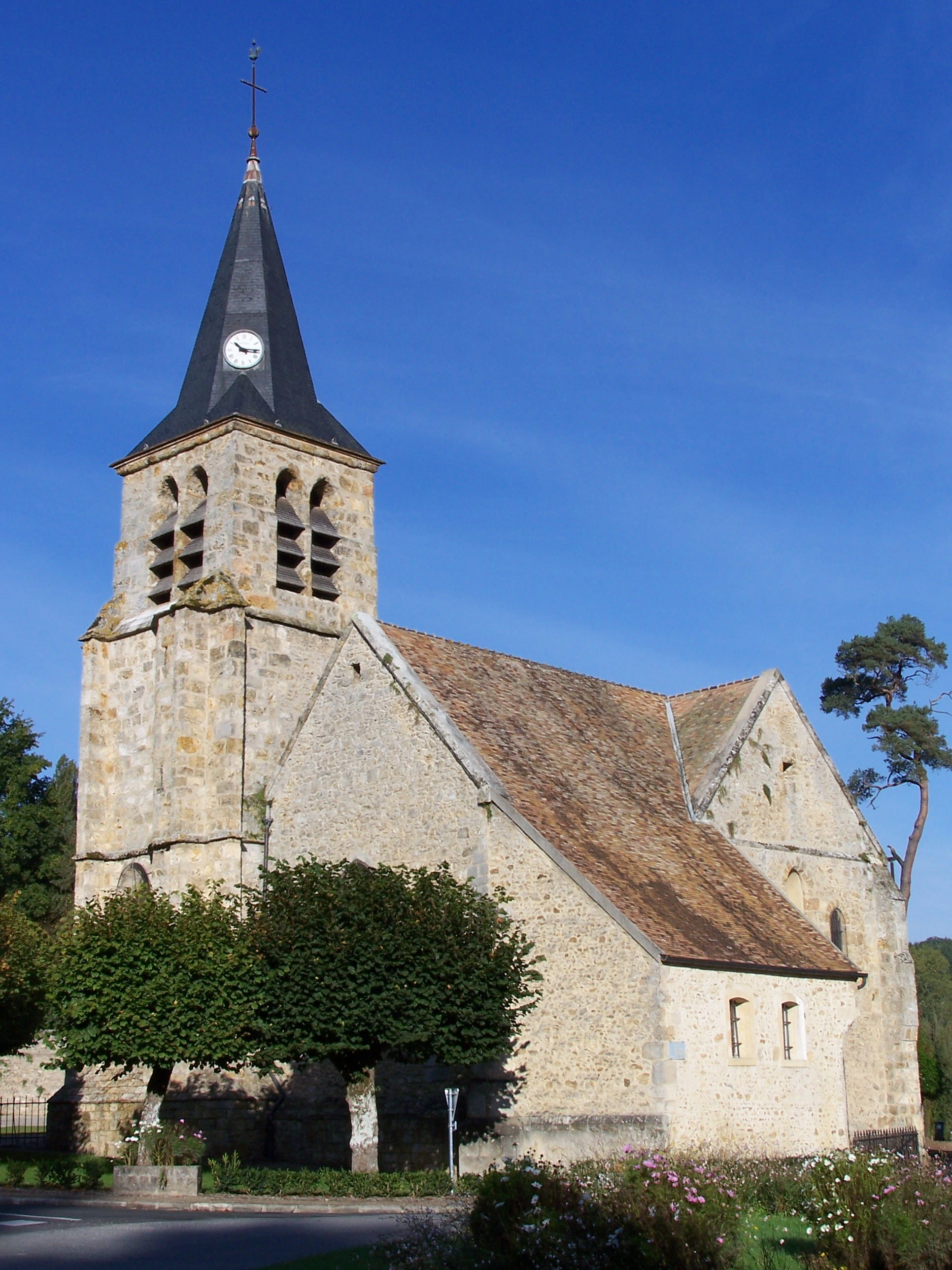
Kirche Saint-Jean-Baptiste
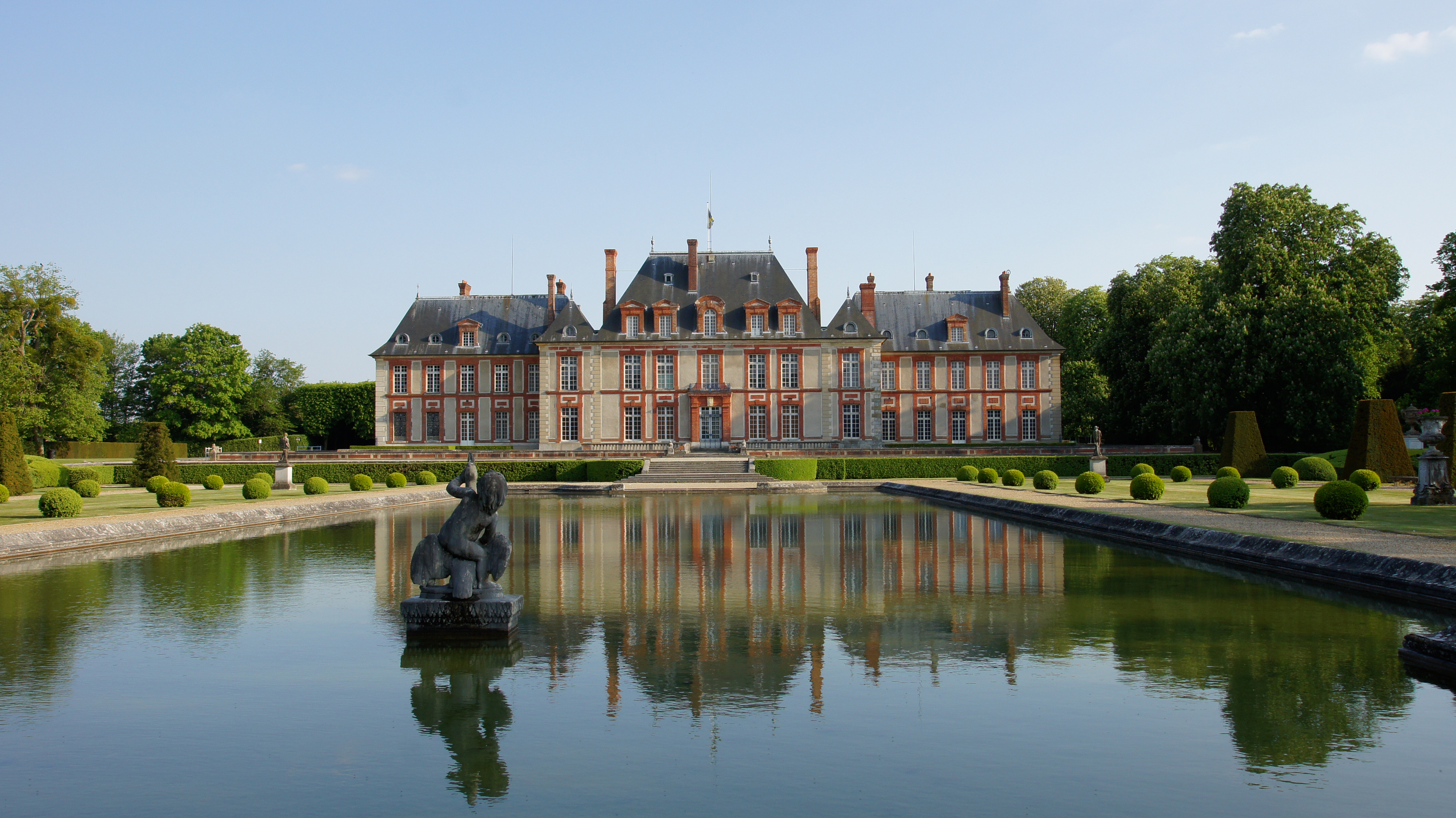
Schloss Breteuil

## Persönlichkeiten
- Michel Tournier (1924–2016), Schriftsteller